# Lampacau
Lampacau o Lampacao, también conocida con otros nombres, era una pequeña isla China en el delta del río de las Perlas, que a mediados del siglo XVI jugó un papel importante en el comercio chino-portugués . Lampacau ya no existe como una isla separada, ya que los depósitos sedimentarios del sistema del río Perla hicieron que se convirtiera en parte de una isla más grande.

## Ubicación
La ubicación exacta de Lampacau ha sido un enigma para los estudiosos de la geografía histórica de la región, ya que tanto las costas como los nombres de los lugares de la zona han cambiado significativamente desde el siglo XVI. Los mapas portugueses de la época la mostraban situada algo al oeste de Macao, pero más cerca de esa ciudad que Shangchuan ( São João , "Calle John's Island") más al suroeste. Según la investigación de Chang Tseng-hsin, utilizando fuentes tanto chinas como occidentales, Lampacau se ha conectado con la vecina isla de Lianwan (連灣山). Por tanto, el nombre de Lianwan se utilizó para toda la "nueva" isla mayor, y el nombre Langbaiao quedó relegado a la estrecha recta que separa Lianwan de la cercana isla Wenwan (文灣山). [1] Esto situaría a Lampacau dentro del Distrito de Jinwan de la actual Zhuhai, a unos 30 kilómetros (18,6 mi) al oeste de Macao y mucho más cerca del aeropuerto de Zhuhai Sanzao .

## Nombre
Durante los últimos 100 años, ha habido un acalorado debate sobre cuál era el nombre "propio" de la isla durante su apogeo. El estudio más reciente de la literatura sobre ese tema es probablemente la nota de una página de Witek & al. [2] Enumera las siguientes variantes ortográficas atestiguadas en fuentes europeas, principalmente portuguesas: Lampacau, Lampacam, Lam Puk, Lanpacan, Lampachan, Lampchào, Lamapacào, Lamapzan, Lanpetan, Lampaço; Lan-pai-kao (en mandarín) y Long-pa-kao (en cantonés); Langpetsao.  Señalan que el personaje滘(Cantonese: j gaau³; teóricamente Mandarin: p jiao) es un carácter cantonés y no suele aparecer en los diccionarios chinos estándar; Por tanto, es natural que el nombre del lugar se escriba de forma diferente en la mayoría de las fuentes chinas.  Las variantes chinas modernas incluyen Langbaiao, Langbaizao y Lanbaijiao . 

## Historia
Lampacau se volvió importante para el comercio internacional c. 1550
, cuando el centro del comercio marítimo portugués en el delta del río de las Perlas se trasladó gradualmente allí desde el más remoto Shangchuan . Ptak especula que era una base más conveniente para el transbordo de cargamentos hacia y desde champánes y otros barcos fluviales que viajaban al interior de Guangdong.  El breve período de importancia de Lampacau terminó en algún momento c. 1560
, cuando el comercio portugués se trasladó a la base permanente recientemente establecida, Macao . 